# محمد إبراهيم (إعلامي)
محمد سعيد إبراهيم (28 نوفمبر 1966 في مدينة صور جنوب لبنان) هو إعلامي لبناني ورئيس القسم العربي في تلفزيون صوت ألمانيا في برلين.

## حياته
درس محمد إبراهيم في بيروت وصور أين أجبرته الحرب الأهلية على التنقل بين المدينتين. درس بعدها في المرحلة المتوسطة والثانوية في العاصمة بيروت، التحق بعدها بالجامعة اللبنانية في بيروت حيث درس الأدب الفرنسي والعلوم السياسية. اشتغل في بعض الصحف اللبنانية في نهاية الثمانينيات من القرن الماضي. في عام 1990 سافر إلى ألمانيا وانضم في بداية الأمر إلى مجموعة من الصحفيين في برلين وقاموا بإنشاء مجلة محلية عنوانها المواطن العربي عام 1991 والتي تسلم لاحقا رئاسة التحرير فيها. اشتغل بين عامي 1995 وحتى 1999 مراسلا لصحيفة الديار اللبنانية من ألمانيا وأيضا مراسلا لتلفزيون أبوظبي أين قام بتغطية عدد كبير من القضايا البارزة على الساحة الألمانية والتي كان لها امتدادات عربية وإقليمية، كملف جريمة ميكونوس وقضية النفايات السامة التي نقلت من ألمانيا إلى لبنان وغيرها.
في ألمانيا درس الإخراج الفني للإعلانات في شقيها المطبوع والرقمي. انتقل عام 2002 للعمل في قناة دويتشه فيله وكان من المجموعة التي شاركت في إطلاق ما كان يسمى بالنافذة العربية قبل أن تتحول إلى قسم عربي قائم بذاته داخل المحطة، بعد أن تنقل في العديد من المواقع في القناة من رئاسة تحرير نشرة الأخبار إلى الإعداد والتقديم، أصبح يعمل نائباً لمدير القسم العربي كما أنه لايزال أحد مذيعي نشرة الأخبار، في إطار عمله في قناة الدويتشه فيله أجرى عددا من المقابلات التلفزيونية أهمها مع الأمين العام للجامعة العربية عمرو موسى ورئيس الوزراء العراقي نوري المالكي ونظيره اللبناني فؤاد السنيورة وأيضا وزير الدفاع العراقي عبد القادر العبيدي وكذلك وزير الاقتصاد الإماراتي سلطان بن سعيد المنصوري.
محمد إبراهيم هو المنتج المنفذ لبرنامج «بين الشمال والجنوب» الحواري والذي تنتجه دويتشه فيله بالتعاون مع القناة الثالثة في التلفزيون الجزائري. شارك في تأسيس رابطة المغتربين اللبنانيين في ألمانيا وكان أمينها العام ثم نائب الرئيس فيها. من أهم إنجازاته في هذه الرابطة تأسيسه وإدارته لمدرسة لتعليم اللغة العربية لأبناء المهاجرين بين عامي 1997 و2001. كان مدير تحرير مجلة الرابطة التي شارك في إصدارها وكانت تُعنى بشؤون المغتربين العرب.